# Принцип екологічної обережності
Принцип екологічної обережності, попередження; принцип прийняття запобіжних заходів — принцип передбачливості в економічній діяльності для застереження від її можливих несприятливих екологічних наслідків, подібний до принципу «не нашкодь» в медицині; відповідно до цього принципу заходи з попередження можливого (транскордонного) впливу витоку небезпечних речовин не повинні відкладатися на тій підставі, що наукові дослідження не встановили у повному обсязі причинно-наслідкового зв'язку між цими речовинами, з одного боку, і можливим (транскордонним) впливом — з іншого. Цей принцип включений в численні міжнародні документи, такі як Брегенська європейська декларація (1990 р.), Декларація Ріо (принцип 15), Рамкова конвенція зі зміни клімату (1992 р.) та багато документів Організації економічного співробітництва і розвитку.
Цей принцип визначається в Декларації Ріо наступним чином: «У тих випадках, коли існує загроза серйозних незворотних екологічних порушень, відсутність повної наукової визначеності не повинна використовуватися як підстава для того, щоб відкладати прийняття економічно ефективних заходів щодо запобігання екологічної деградації.»
При застосуванні принципу екологічної обережності рішення ґрунтуються на:

1) ретельній оцінці ситуації, щоб уникнути, де це практично можливо, серйозних або необоротних порушень навколишнього середовища і

2) оцінці з урахуванням фактора ризику наслідків різних альтернатив передбачуваної економічної діяльності.
Корисність цього принципу на практиці все ще обговорюється, причому піддається сумніву його робоча застосовність і відзначається розпливчастість і якісний характер таких понять, як «серйозні і незворотні екологічні порушення» і «наукова невизначеність». Для застосування цього принципу використовуються: якісна оцінка ризику, мінімаксні критерії співчуття, безпечні мінімальні стандарти і екологічні облігації. Критики цього принципу стверджують, що прийняті відповідно до нього заходи є економічно обтяжливими, що не враховують оцінку корисності (ефекту) і витрат.